# Stany wolne

Stany wolne (niebieskie), niewolnicze (czerwone) oraz zorganizowane terytoria (cieliste) w roku 1861

Stany wolne – określenie odnoszące się do tych stanów USA, w których, w odróżnieniu od stanów niewolniczych, przed wybuchem wojny secesyjnej niewolnictwo było zakazane od początku, lub też zostało zlikwidowane w okresie ante bellum.

## Podłoże
Nowa Anglia i tzw. Stany Środkowoatlantyckie, czyli Nowy Jork, Pensylwania i New Jersey, uznawały niewolnictwo za legalne w XVII, XVIII, a nawet w początkach XIX wieku, ale w ciągu kilkudziesięciu lat przed wybuchem wojny secesyjnej niemal wszyscy niewolnicy zostali wyzwoleni na podstawie szeregu ustaw.
Pierwszym regionem USA całkowicie wolnym od niewolnictwa był Środkowy Zachód, gdzie w roku 1787, tuż przed ratyfikowaniem Konstytucji, weszło w życie zarządzenie północno-zachodnie. Stany utworzone na tym obszarze – Ohio, Indiana, Michigan, Illinois, Wisconsin i Minnesota – zostały zasiedlone przez przybyszów z Nowej Anglii, imigrantów z Europy, a ponadto zagwarantowano możliwość swobodnego osiedlania się tam weteranom wojny o niepodległość. Z tych przyczyn region był całkowicie wolny, a nurtem rzeki Ohio oraz Linią Masona-Dixona oddzielony od stanów południowych, które w tej sytuacji próbowały poszerzać liczbę stanów z legalnym niewolnictwem ku zachodowi. Podział ów legł u podstawy określania jednych stanów jako "wolne", drugich zaś jako "niewolnicze". Rolniczy w tym czasie Midwest (Środkowy Zachód), w czasach kolonialnych rywalizujący ze zurbanizowanym i uprzemysłowionym Wschodem, zjednoczył się z północno-wschodnimi stanami, już wolnymi od niewolnictwa, tworząc wspólnie zwarty blok stanów, w których niewolnictwo było zakazane.
Osadnicy przeciwni niewolnictwu w "Bleeding Kansas" po roku 1850 nazywani byli freestaterami, ponieważ walczyli (zwycięsko) o przyjęcie Kansas do Unii jako stan wolny.
Na początku wojny secesyjnej było 19 stanów wolnych: Maine, Vermont, New Hampshire, Massachusetts, Rhode Island, Connecticut, Nowy Jork, New Jersey, Pensylwania, Ohio, Indiana, Illinois, Michigan, Wisconsin, Minnesota, Kansas, Iowa, Oregon i Kalifornia. W New Jersey niewolnictwo jeszcze istniało, ale zgodnie z obowiązującym tam prawem do wojny secesyjnej prawie wszyscy niewolnicy zostali obdarowani wolnością.

## Zabiegi abolicyjne
Przed rewolucją amerykańską we wszystkich koloniach brytyjskich w Ameryce istniało niewolnictwo, ale wojna o niepodległość stała się impulsem do wykorzenienia go. Terytoria północno-zachodnie, stanowiące dziś Środkowy Zachód, były organizowane na zasadach zarządzenia północno-zachodniego, które zakazało niewolnictwa w roku 1787. Massachusetts zaakceptowało ten akt w swej konstytucji z roku 1780, a kilka innych północnych stanów poszło tym śladem. W roku 1804 New Jersey, jako ostatni stan, przyjęło zasadę stopniowego wyzwalania swych niewolników.